# Cañete, Chile
Cañete är en kommun och stad i Chile.   Den ligger i provinsen Provincia de Arauco och regionen Región del Biobío, i den södra delen av landet, 500 km sydväst om huvudstaden Santiago de Chile.
Kommunen har en yta på 760,4 km² och en befolkning på 31 270 invånare (år 2002).